# رامون رودريغيز دا سيلفا
رامون رودريغيز دا سيلفا هو لاعب كرة قدم برازيلي، ولد في 22 أغسطس 1990 في Ipiaú ‏ في البرازيل. لعب مع إي زد ألكمار ونادي ترنتشين ونادي نوردشيلاند.

## وصلات خارجية
- رامون رودريغيز دا سيلفا على موقع قاعدة بيانات كرة القدم.إي يو (الإنجليزية)
- رامون رودريغيز دا سيلفا على موقع Soccerway.com (الإنجليزية)
- رامون رودريغيز دا سيلفا على موقع عالم كرة القدم.نت (الإنجليزية)